# Oumar Ngom
Pour les articles homonymes, voir Ngom.
Oumar Ngom, né le 9 mars 2004 à Niort, est un footballeur international mauritanien qui évolue au poste de milieu de terrain au Pau FC.

## Biographie

### Carrière en club
Né à Niort en France, Oumar Ngom est formé par le Chamois niortais, où il commence sa carrière professionnelle en Ligue 2,. Il joue son premier match avec l'équipe première du club le 5 mars 2022.
En juillet 2023, il signe son premier contrat professionnel au Pau FC, continuant son parcours en championnat de France de deuxième division,.

### Carrière en sélection
Ngom est international avec l'équipe de Mauritanie des moins de 17 ans.
En janvier 2024, il est sélectionné avec l'équipe senior de Mauritanie pour prendre part à la CAN 2023, organisée en Côte d'Ivoire,. Il honore sa première sélection le 16 janvier 2024, lors du premier match contre le Burkina Faso.
La Mauritanie s'illustre lors de cette édition de la coupe continentale, remportant son premier match et se qualifiant pour la première fois pour les 8e de finale de la compétition africaine, après avoir battu 1-0 et éliminé l'Algérie de Riyad Mahrez et Ismaël Bennacer,.